# Cantó d'Orléans-Saint-Marceau
El cantó d'Orléans-Saint-Marceau és un cantó francès del departament de Loiret, situat al districte d'Orleans. Compta amb part del municipi d'Orleans.

## Municipis
Ocupa el barri de Saint-Marceau, al centre-sud d'Orleans:

## Història
| Data d'elecció                           | Identitat           | Partit                       | Qualitat |
| ---------------------------------------- | ------------------- | ---------------------------- | -------- |
| 1945-1951                                | Dr. Crosat          | Divers gauche                |          |
| 1951-1970                                | M. Maury            | Divers droite                |          |
| 1970-1973                                | M. Brossard         | Centrista                    |          |
| 1973-1976                                | René Thinat         | radical                      |          |
| 1976-1982                                | Jean-Pierre Delport | PS                           |          |
| 1982-19..                                | Roland Rolando      | UDF                          |          |
| 19..-2008                                | Gérard Gainier      | UDF, després DL, després UMP |          |
| 2008-                                    | Michel Brard        | PS                           |          |
| les dades anteriors no són pas conegudes |                     |                              |          |
|                                          |                     |                              |          |

## Demografia
| A partir de 1990: Població sense dobles comptes |